# Gacki-Osiedle
Gacki-Osiedle – osada w Polsce położona w województwie świętokrzyskim, w powiecie pińczowskim, w gminie Pińczów.
W latach 1975–1998 miejscowość należała administracyjnie do województwa kieleckiego.